# Lecania boraceae
Lecania boraceae là một loài ruồi trong họ Asilidae. Lecania boraceae được Carrera miêu tả năm 1958. Loài này phân bố ở vùng Tân nhiệt đới.